# Peperomia pentadactyla
Peperomia pentadactyla är en pepparväxtart som beskrevs av Truman George Yuncker. Peperomia pentadactyla ingår i släktet peperomior, och familjen pepparväxter. Inga underarter finns listade i Catalogue of Life.